# Gare d'Inverness
La gare d'Inverness est une gare ferroviaire desservant la ville écossaise d'Inverness au Royaume-Uni.